# Comté de Kexholm
Le comté de Kexholm (suédois : Kexholms län ou finnois : Käkisalmen lääni) faisait partie de la province historique suédoise de Carélie entre 1634 et 1721.
À la suite de la grande guerre du Nord, le comté est cédé à la Russie par le traité de Nystad. 
Sa capitale était Kexholm, l'actuelle Priozersk (Käkisalmi en finnois), sur la rive sud-ouest du Lac Ladoga. Il appartient ensuite à l'entité administrative du gouvernement de Vyborg, formé en 1744.
En 1812, il est incorporé au grand-duché de Finlande en tant que partie de l'Ancienne Finlande, puis fait en 1917 partie de la Finlande nouvellement indépendante.
Lors de la Guerre d'Hiver, il est annexé par l'Union soviétique avec le reste de l'Isthme de Carélie.
Les terres de l'ancien comté se trouvent aujourd'hui du côté russe de la frontière et forment le raïon de Priozersk.

## Sources
- (en) Cet article est partiellement ou en totalité issu de l’article de Wikipédia en anglais intitulé « County of Kexholm » (voir la liste des auteurs).